# Takashi Akiyama
Takashi Akiyama (秋山 貴嗣 Akiyama Takashi?, Kagawa, 7 de octubre de 1992) es un exfutbolista japonés que jugaba como defensa.

## Trayectoria

### Clubes
| Club            | País  | Año       |
| --------------- | ----- | --------- |
| Gainare Tottori | Japón | 2015-2017 |
| Fujieda MYFC    | Japón | 2018-2022 |